# Dick Wieken
Dick Wieken es un jinete neerlandés que compitió en la modalidad de salto ecuestre. Ganó una medalla de plata en el Campeonato Mundial de Saltos Ecuestres de 1978, en la prueba por equipos.

## Palmarés internacional
| Campeonato Mundial | Campeonato Mundial | Campeonato Mundial | Campeonato Mundial |
| Año                | Lugar              | Medalla            | Categoría          |
| ------------------ | ------------------ | ------------------ | ------------------ |
| 1978               | Aquisgrán (RFA)    | Medalla de plata   | Por equipos        |